# Georges Beerden
Georges G. G. M. Beerden (Stevoort, 17 januari 1938 - Hasselt, 13 oktober 2010) was een Belgische politicus voor de CVP, waar hij de landbouwers vertegenwoordigde.

## Levensloop
Van opleiding landbouwingenieur, werd Beerden beroepshalve bediende bij de Boerenbond. Via de Boerenbond verzeilde Beerden in de CVP en werd voor deze partij verkozen tot gemeenteraadslid van Hasselt, waar hij CVP-fractieleider in de gemeenteraad was.
Hij begon ook een parlementaire loopbaan: zo zetelde hij van 1978 tot 1991 voor het arrondissement Hasselt in de Kamer van volksvertegenwoordigers. In de periode januari 1979-oktober 1980 zetelde hij als gevolg van het toen bestaande dubbelmandaat ook in de Cultuurraad voor de Nederlandse Cultuurgemeenschap, die op 7 december 1971 werd geïnstalleerd. Vanaf 21 oktober 1980 tot november 1991 was hij lid van de Vlaamse Raad, de opvolger van de Cultuurraad en de voorloper van het huidige Vlaams Parlement. Daarna zetelde hij van 1991 tot 1995 in de Senaat als provinciaal senator.
Bij de eerste rechtstreekse verkiezingen voor het Vlaams Parlement van 21 mei 1995 werd hij verkozen in de kieskring Hasselt-Tongeren-Maaseik. Hij bleef Vlaams volksvertegenwoordiger tot de eerstvolgende verkiezingen van 13 juni 1999. Op 27 april 1999 werd hij in de plenaire vergadering van het Vlaams Parlement gehuldigd voor zijn 20 jaar parlementair mandaat. Vanaf 18 oktober 1999 mocht hij zich ere-Vlaams volksvertegenwoordiger noemen. Die eretitel werd hem toegekend door het Bureau (dagelijks bestuur) van het Vlaams Parlement.